# University of North Texas

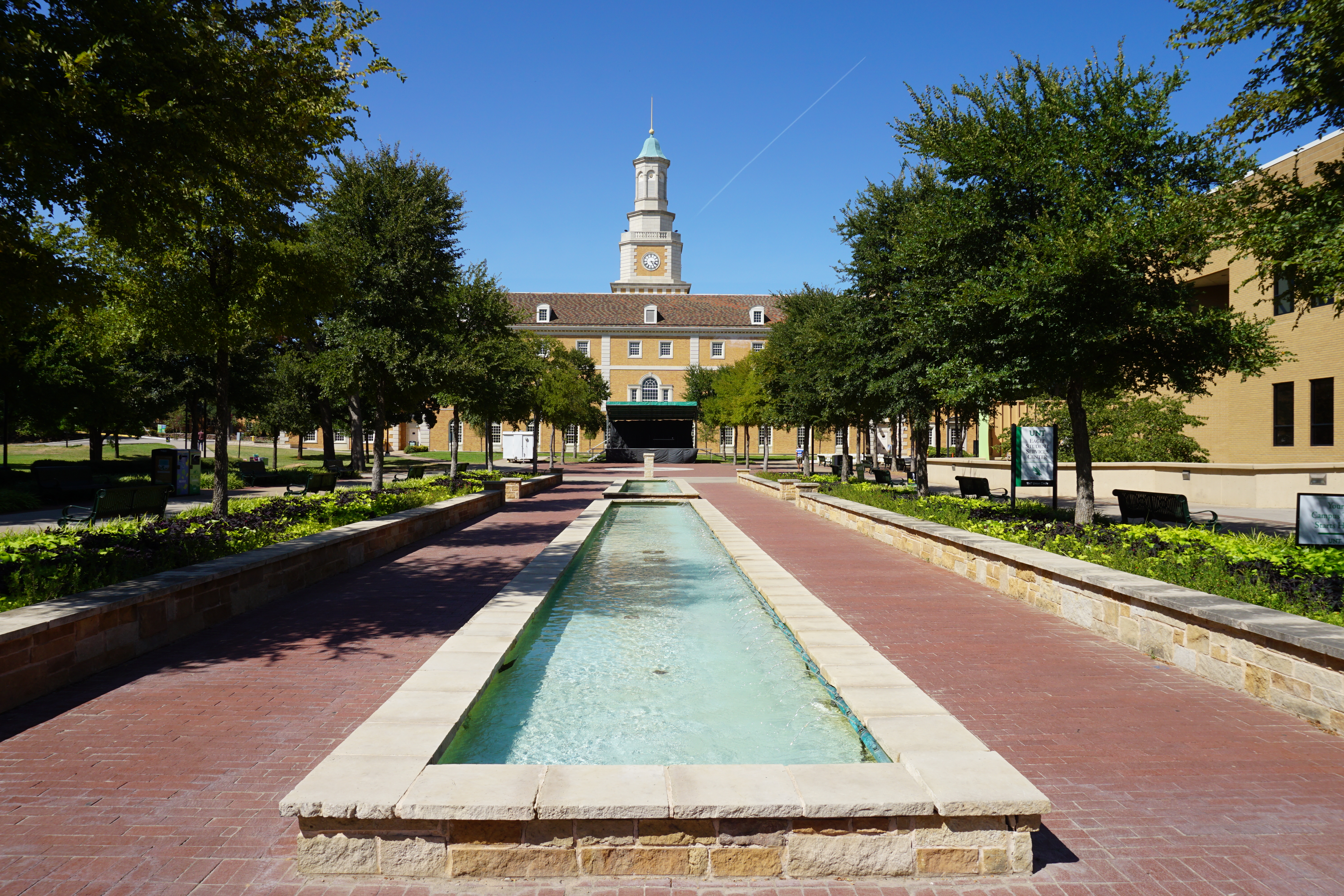
Hurley Verwaltungsgebäude

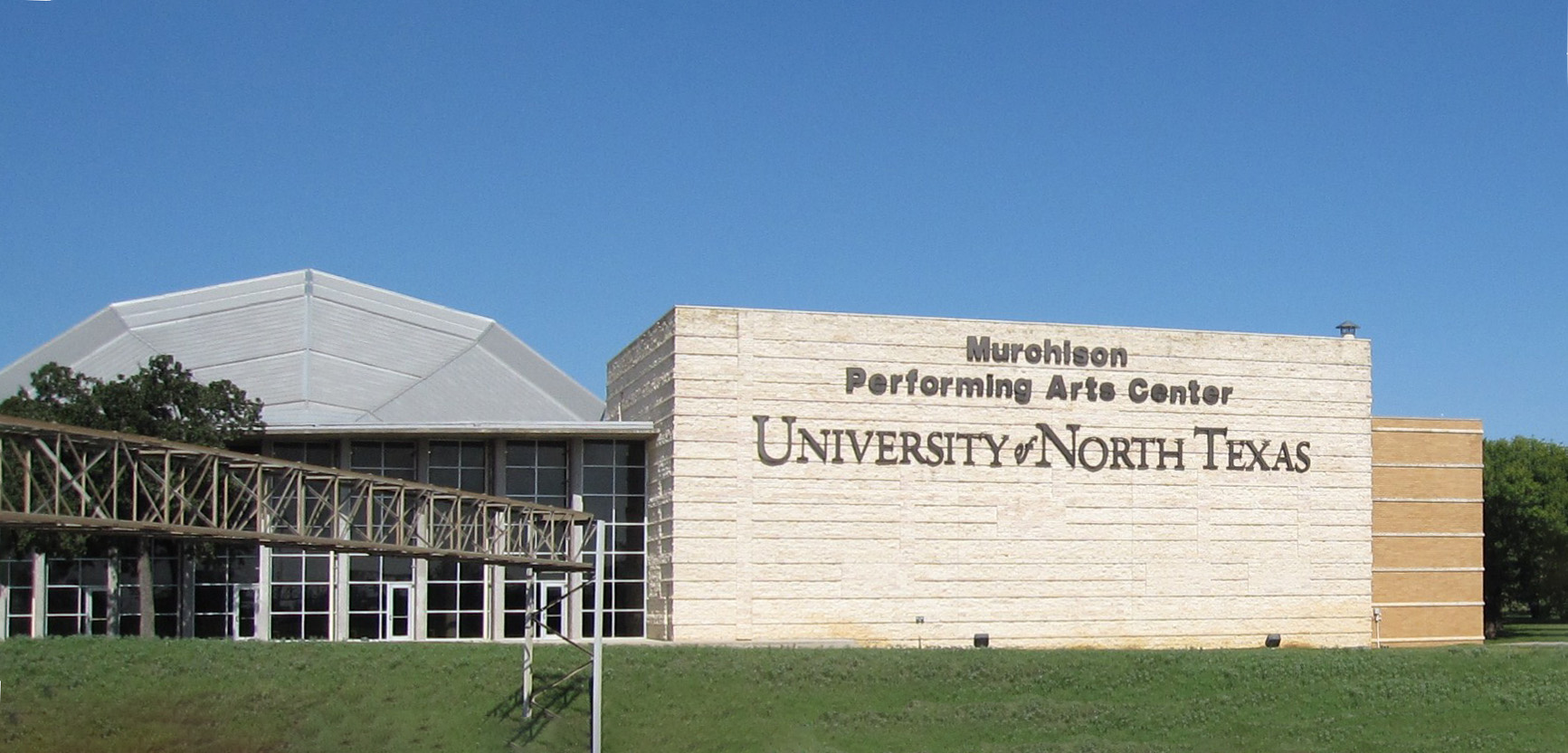
University of North Texas Performing Arts Center

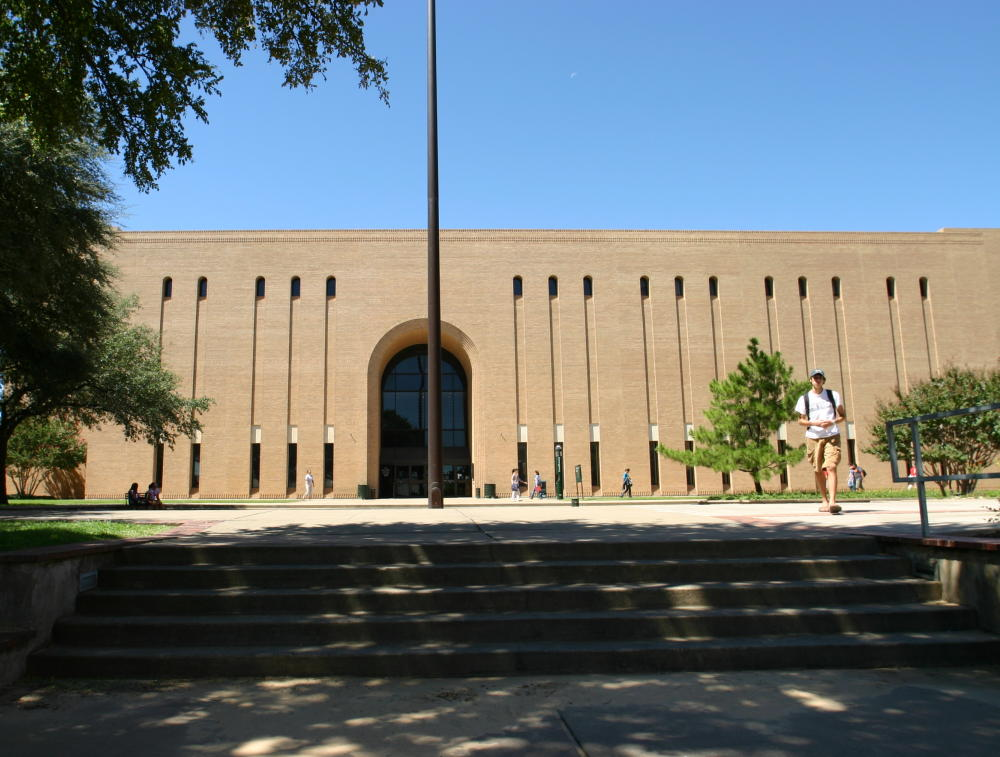
Willis Library

Die University of North Texas (kurz UNT) ist eine öffentliche Universität in Denton im US-Bundesstaat Texas. Mit etwa 32.000 Studenten ist sie die größte Universität im Großraum Dallas-Fort Worth und die drittgrößte des Bundesstaates Texas. Die Universität wurde 1890 gegründet. Neben dem Hauptcampus in Denton gehören noch der UNT Dallas Campus und das UNT Health Sciences Center zum „University of North Texas System“.

## Fakultäten
- Bibliotheks- und Informationswissenschaften
- Ingenieurwissenschaften
- Künste und Wissenschaften
- Merchandising und Gastwirtschaft-Management
- Musik
- Öffentliche Angelegenheiten und Gemeinschaftsdienste
- Pädagogik
- Visuelle Künste
- Wirtschaftswissenschaften
- Toulouse School of Graduate Studies

Bekannt ist vor allem das College of Music, das das größte in den USA ist und über einen sehr guten Ruf verfügt. Zu den Absolventen zählen u. a. Grammy-Awards-Gewinnerin Norah Jones.

## Sport
Die Sportteams der University of North Texas sind die Mean Green (früher Eagles). Die Hochschule ist seit 1. Juli 2023 Mitglied in der American Athletic Conference der NCAA Division I.

## Bekannte Absolventen
- Steve Austin (* 1964), US-amerikanischer Wrestler
- Zachary Breaux (1960–1997), US-amerikanischer Jazz-Gitarrist
- Lance Dunbar (* 1990), American-Football-Spieler
- Herb Ellis (1921–2010), US-amerikanischer Jazz-Gitarrist
- Fiete Felsch (* 1967), deutscher Jazzmusiker und Hochschullehrer
- Joe Greene (* 1946), US-amerikanischer American-Football-Spieler
- Norah Jones (* 1979), Sängerin, Grammy-Awards-Gewinnerin
- Dean Renfro (1932–2012), American-Football-Spieler
- Mike Renfro (* 1955), American-Football-Spieler
- Ray Renfro (1929–1997), American-Football-Spieler
- Harald Rüschenbaum (* 1956), deutscher Bandleader